# Tennis alla II Universiade
Il torneo di tennis della II Universiade si svolse a Sofia in Bulgaria.

## Podi
| Evento                         | Oro                                   | Argento                   | Bronzo                              |
| Singolare maschile (dettagli)  | Boro Jovanović                        | Nikola Pilić              | Ion Țiriac                          |
| Singolare femminile (dettagli) | Jitka Horcicková                      | Strachová                 | Virez-Vajda                         |
| Doppio maschile (dettagli)     | Boro Jovanović e Nikola Pilić         | Akutagawa e Mitsuru Motoi | Massimo Drisaldi e Stefano Gaudenzi |
| Doppio femminile (dettagli)    | Mina e Namian                         | Horcicková e Strachová    | Fehér e Virez-Vajda                 |
| Doppio misto (dettagli)        | Maria Teresa Riedl e Massimo Drisaldi | Horcicková e Safarik      | Mina e Ion Țiriac                   |

## Medagliere
| Pos.   | Paese      |   |   |   | Totale |
| ------ | ---------- | - | - | - | ------ |
| 1      | Jugoslavia | 2 | 1 | 0 | 3      |
| 2      | Rep. Ceca  | 1 | 3 | 0 | 4      |
| 3      | Romania    | 1 | 0 | 2 | 3      |
| 4      | Italia     | 1 | 0 | 1 | 2      |
| 5      | Giappone   | 0 | 1 | 0 | 1      |
| 6      | Ungheria   | 0 | 0 | 2 | 2      |
| Totale | Totale     | 5 | 5 | 5 | 15     |